# Estádio Municipal José de Abreu Bianco
Estádio Municipal José de Abreu Bianco – stadion piłkarski w Ji-Paraná, Rondônia, Brazylia. Na którym swoje mecze rozgrywają kluby Sport Club Ulbra Ji-Paraná i Ji-Paraná Futebol Clube.